# Maqueta de León Gil de Palacio
La Maqueta de Madrid o Maqueta de León Gil de Palacio es un modelo a escala de Madrid realizado por el militar León Gil de Palacio entre 1828 y 1830, especialmente relevante por su valor documental del Madrid de la época.

## Historia
León Gil de Palacio era un oficial de artillería  con experiencia en la realización de maquetas, que llevaba desde 1826 destinado en Valladolid. Había realizado ya una maqueta de la Torre de Hércules en La Coruña, un modelo de la ciudad de Valladolid y del convento de Nuestra Señora del Prado de esta ciudad.
En julio de 1828 Fernando VII y María  Josefa Amalia de Sajonia visitaron la ciudad y pudieron observar el modelo de Valladolid realizado por León Gil de Palacio, que este había dedicado al rey. En octubre de 1828, Fernando VII destina a Gil de Palacio al Museo de Artillería en Madrid.
En ese mismo año el monarca le encarga una maqueta de Madrid, con vistas a que esta formara parte del parte del Real Gabinete Topográfico que el rey tenía pensado formar. Este Gabinete Topográfico tomaría forma en 1832, situándose en el Casón del Buen Retiro.
Este encargó se materializó por Real Orden de 13 de noviembre de 1828. Las condiciones del encargo concedían a Gil de Palacio diez meses para completar el encargo y la facultad de trabajar los domingos. A sus órdenes estuvieron José Bielsa y el famoso literato Patricio de la Escosura, ambos subtenientes. A estos se añadieron diferentes obreros. El taller de construcción de la maqueta se situó en el palacio del Buen Retiro que por entonces albergaba el Museo de Artillería.
La maqueta se finalizó en octubre de 1830.
En la actualidad se encuentra en el Museo de Historia de Madrid, donde en 2025 ha vuelto a exhibirse tras una laboriosa restauración.

## Descripción
La maqueta mide 5,21 × 3,53 metros, lo que supone 18,39 metros cuadrados, y realizada a escala 1:816. Se encuentra formada por diez bloques, delimitados por calles.
En la construcción de la maqueta se utilizaron materiales variados como madera de chopo, seda, alambre, hilo, tierra, arena, así como metales. En ella se prestó especial atención a la construcción de los modelos de edificios importantes, que se realizó de forma individual.

### Individuales
1. ↑  «1830. Modelo de Madrid. León Gil de Palacio». Los planos de Madrid y su época (1622-1992): [exposición] Museo de la Ciudad, 1992, ISBN 84-606-0875-1, págs. 166-170 (Ayuntamiento de Madrid): 166-170. 1992. ISBN 978-84-606-0875-2. Consultado el 27 de diciembre de 2022.